# Malmö västra station

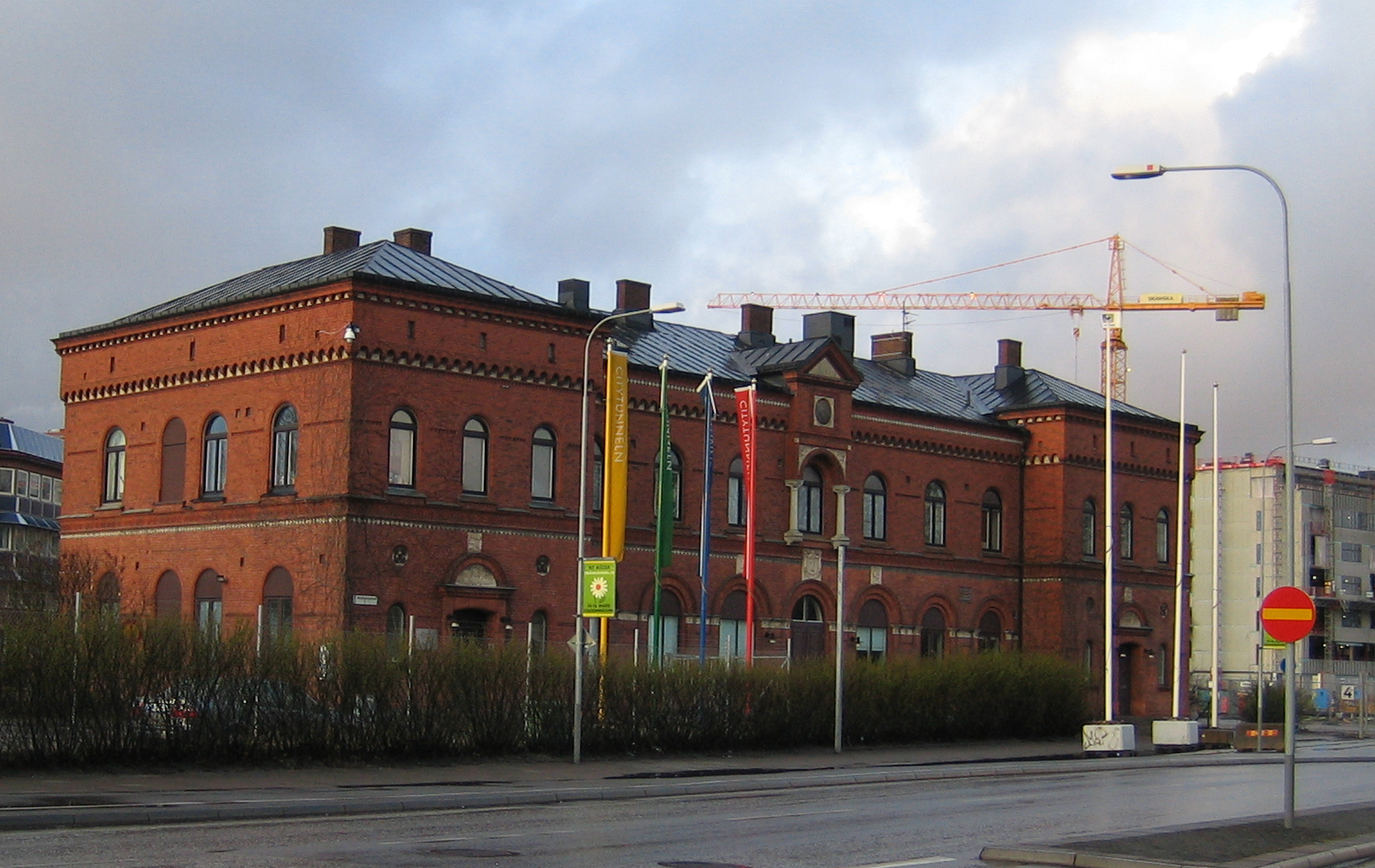
Malmö Västra före färdigställandet av Citytunneln och Malmö Live

Malmö Västra var en järnvägsstation i Malmö som tillkom 1874 i samband med tillkomsten av Malmö-Ystads Järnväg (MYJ) och från 1886 även trafikerades av Malmö-Trelleborgs Järnväg (MTJ). Den ursprungliga stationsbyggnaden ersattes 1897 av en större ritad av Ystads dåvarande stadsarkitekt Peter Boisen. 
I samband med förstatligandet av MYJ 1941 övertogs stationen av svenska staten. Trafiken mot Ystad och Trelleborg mellan Malmö Västra och Södervärn avvecklades 1955 av Statens Järnvägar, då persontrafiken mot Ystad fick Malmö C som slutstation medan trafiken mot Trelleborg och Falsterbo kortades av och fick Södervärn som slutstation.
Stationsbyggnaden ligger på Dag Hammarskjölds Torg 1, längs Neptunigatan cirka 400 m väster om Malmö C. Malmö kommun köpte fastigheten av Jernhusen den 2 april 2012. 2018 öppnade restaurang i byggnaden som länge använts som kontor. Det tillhörande godsmagasinet öster om stationen stod länge öde utan tak, men renoverades och gjordes under 2016 om till Malmö saluhall.
En vanlig missuppfattning är att även Malmö-Limhamns Järnväg (MLJ) hade Malmö Västra som slutstation. Passagerartrafiken på MLJ upphörde dock redan 1945 och MLJ hade en egen väntsalsbyggnad (riven 1960), vid Bagers plats, nordost om Malmö Västra. Däremot flyttade MLJ sin godshantering till Malmö V, när deras ursprungliga stationshus precis väster om Varvskanalen revs 1955. Samtidigt upphörde all övrig persontrafik på Malmö V.